# Chiesa del Gesù Bambino all'Olivella
La chiesa del Gesù Bambino all'Olivella è una delle chiese di interesse storico ed artistico di Napoli.
La chiesa, come altre della zona, fondata tra il XVII e il XVIII secolo, risulta registrata senza nome in documenti del 1880; molto probabilmente, era annessa ad un vasto monastero, i cui resti sono riscontrabili attraverso le tre arcate che confinano col secondo piano del palazzo di via San Cristoforo all'Olivella 36.
La carta catastale del 1897 presenta un vasto edificio non ancora diviso, e che potrebbe essere appartenuto all'antico monastero. Il fabbricato, nel 1884, fu di proprietà di D. Giovanni Giordano. La denominazione "Gesù Bambino all'Olivella", è stata riscrontrata nella carta del CTS del 1990, per il progetto di Variante al PRG di Napoli.
Oggi, la chiesa è di proprietà del comune di Napoli, e versa in pessimo stato di conservazione.